# الشاثة (المخادر)

تعديل مصدري - تعديل

الشاثة هي إحدى قرى عزلة بضعة بمديرية المخادر التابعة لمحافظة إب، بلغ تعداد سكانها 625 نسمة حسب تعداد اليمن لعام 2004.